# Ars Magica
Ars Magica (en latín, «el arte de la magia») es un juego de rol ambientado en la «Europa Mítica», una idealizada (o cuasi histórica) versión de la Europa y el Levante mediterráneo de la Plena Edad Media (el año canónico de inicio del juego es el 1220). El juego se publicó originalmente en 1987 de la mano de Jonathan Tweet y Mark Rein-Hagen por la editorial Lion Rampant, fundada por ellos mismos.
A día de hoy, la edición actual de Ars Magica (la quinta edición del juego) está publicada en castellano por Holocubierta Ediciones.
Ars Magica posee un sistema de juego narrativo en el que cada jugador interpreta un mago o maga como personaje principal y otro secundario (que se denomina compañero) que utiliza cuando el personaje principal no tiene tiempo (por su actividad de laboratorio o estudio) o motivos (generalmente por su Don) para embarcarse en un relato.
La mecánica aborda de forma detallada todo lo relacionado con el motivo central del juego: la magia. Cabe destacar en este sentido la forma en la que los personajes lanzan sus hechizos, definida a menudo como «gramatical», pues se basa en la combinación de un verbo conjugado en primera persona del singular (creo, percibo, transformo, destruyo y controlo) con un sustantivo (animal, agua, aire, cuerpo, planta, fuego, imagen, mente, tierra y poder).

## Ambientación

### Europa Mítica
El universo de Ars Magica es el que el juego denomina la «Europa Mítica», que es la Europa que existió en la Edad Media con la salvedad que todos los mitos, leyendas y creencias populares son reales, en la medida que el narrador lo crea conveniente. Así como la gente de aquella época y lugar creía en las hadas, los dragones, ángeles y demonios; todo aquello y mucho más es real.

### Personajes jugadores
Las figuras centrales de Ars Magica son los magos y magas (magi y magae en latín), individuos capaces de manipular la energía mágica del mundo y aprender magia Hermética gracias a «El Don». Sin embargo, a pesar de la indudable ventaja que otorga esta rara capacidad, también hace despertar la desconfianza y la envidia de los hombres, lo que imposibilita su vida en la sociedad mundana. Debido a ello, los magi y magae acostumbran a vivir en comunidades aisladas denominadas alianzas.
Cuando los magos están ocupados en sus laboratorios o estudiando en sus bibliotecas, los jugadores pueden representar a los compañeros, mundanos incapaces de lanzar magia, pero con grandes aptitudes y cierta relevancia en el devenir de la saga (podrían ser sacerdotes, guardabosques, caballeros, escribas, bardos, etc.), que se pueden encargar de todo aquello relacionado con la sociedad gracias a que no tienen El Don.
Por último están los grogs, mundanos que trabajan en la alianza cuyo peso en la saga es meramente testimonial. Ellos son los encargados de llevar el día a día y los secundarios que toman mayores riesgos en los relatos del juego.

### Alianzas
Las alianzas son comunidades mágicas donde los magos crean objetos mágicos, aumentan sus conocimientos e investigan nuevos hechizos al amparo de sus sancta (dependencias privadas donde tienen sus laboratorios). En Ars Magica, las alianzas se pueden considerar un personaje más (tan importante como los propios magos), ya que su ubicación y trasfondo condicionan el desarrollo de la saga y de los propios personajes jugadores. Por todo ello, las alianzas poseen su propia ficha. El poder y características de las alianzas vienen definidas por su edad; así, una alianza de «Primavera» se habrá fundado recientemente, una de «Verano» ya estará asentada en su Tribunal, una de «Otoño» ejercerá una gran influencia en su territorio y una de «Invierno» mostrará claros signos de decadencia y habrá perdido mucha de su influencia. Por supuesto, estos estadios no son irreversibles como sucede con las edades de los hombres: cualquier alianza de Invierno podría ser revitalizada y regresar a su Primavera, por ejemplo.

### La Orden de Hermes
Todos los magos están sujetos a la autoridad de la Orden de Hermes, una organización fundada en el año 767 d. C. y que se encarga de regular las actividades mágicas. Los dictados de esta orden están recogidos en el Código de Hermes, cuyos preceptos principales contemplan la no agresión entre magos y ciertas restricciones en relación con la sociedad mundana (no mágica), las hadas y los demonios.
Para regular la vida de la Orden, los magi viven en Tribunales: demarcaciones geopolíticas donde los magi y magae viven de acuerdo a unas leyes (de rango inferior al Código Hermético) agrupadas en lo que se denomina el Código Periférico. En 1220, los Tribunales existentes en la Europa Mítica son:
- Hibernia: que coincide en sus límites con la actual Irlanda.
- Loch Leglean: se corresponde con el área que ocupa Escocia.
- Stonehenge: engloba tanto Inglaterra como Gales.
- Iberia: su frontera norte está algo al sur de los Pirineos, pero por lo demás ocupa las actuales áreas de Portugal y España.
- Normandía: el norte de Francia y los Países Bajos.
- Provenza: el sur de Francia y la cara sur de los Pirineos y sus estribaciones.
- Rin: centrado en el Rin, en el corazón del Sacro Imperio Romano Germánico. Fue el Tribunal original, donde se Fundó la Orden.
- Grandes Alpes: incluye Suiza y las regiones de los Alpes de Austria y del norte de Italia.
- Roma: se corresponde con Italia salvo por su región alpina.
- Novgorod: se engloba en la amplia región de Rutenia y Polonia.
- Transilvania: lo que sería la actual Península balcánica.
- Tebas: engloba la actual Grecia, Bulgaria y el oeste de Anatolia.
- Levante: las tierras conocidas como el Levante mediterráneo.

### Las Casas de Hermes
Dentro de la Orden de Hermes existen doce Casas o linajes mágicos que descienden de sus primeros fundadores (a excepción de la Casa Ex Miscellanea), agrupadas de cuatro en cuatro según intereses comunes:

#### Castas
A diferencia del resto, los miembros de las castas pueden trazar su ascendencia hasta llegar a los Fundadores, es decir, no hay en sus filas nadie que haya sido educado por una maestra de otra Casa (lo que implica que no admiten magi de otras Casas).
- Casa Bonisagus: son los descendientes del creador de la Teoría Mágica, por lo que suelen ser los investigadores y eruditos de la Orden. Entre sus filas también se encuentran los descendientes de su primera aprendiza, Trianoma, centrados en cuestiones políticas para mantener a la Orden unida.
- Casa Guernicus: su Fundador redactó el Código de Hermes, por lo que sus descendientes siguieron su tradición legislativa y hoy son los jueces y abogados de la Orden. Para poder ejercer como tales reciben el título de Quaesitores, lo que les autoriza a investigar los crímenes Herméticos que puedan cometer sus sodales.
- Casa Mercere: el Fundador de esta Casa perdió El Don debido a un accidente mágico, y aunque tuvo dos aprendices antes del accidente, los Mercere con El Don son raros de ver. La mayoría de los miembros de esta Casa reciben el apelativo de Boinas Rojas (llevan un gorro de dicho color que les identifica como mensajeros de la Orden), no tienen El Don y casi todos son descendientes de sangre del Fundador.
- Casa Tremere: las magae de esta Casa son disciplinadas y jerárquicas. En la Orden, la Casa Tremere tiene fama de ser la más sensata y estable de todas; arrojada en tiempos de guerra y comedida en tiempos de paz. Su Fundador creó el Certamen, que hoy se utiliza para dirimir asuntos Herméticos de forma no violenta.

#### Cultos mistéricos
Todos los magi que pertenecen a esta categoría han superado un rito de iniciación (como las religiones mistéricas) que les ha otorgado lo que se denomina el Misterio Exterior del culto. Ningún no iniciado tiene acceso a los conocimientos que guardan estas cuatro Casas.
- Casa Bjornaer: las magae de esta Casa reverencian a los ancestros, que son los que les otorgan el poder necesario para cambiar de forma. Este Misterio es conocido en la Orden como el de la Bestia Interior, y permite que los miembros de esta Casa se transformen en un animal (o un ser vivo) inherentemente unido a su naturaleza. Sin embargo, esta poderosa capacidad les impide forjar los lazos necesarios para vincular un familiar.
- Casa Criamon: pacifistas y filósofos, los miembros de esta Casa aspiran a que el mundo escape del tiempo. Según su filosofía (basada principalmente en Empédocles) creen que el tiempo es circular, lo que se traduce en que las personas están condenadas a vivir su vida, de forma idéntica, infinidad de veces, repitiendo su sufrimiento una y otra vez. Aunque según ellos, su Fundador Criamon encontró un refugio del tiempo para los magi, sus seguidores aspiran a hacerlo extensible a toda la humanidad. Su Misterio Exterior es conocido como el Enigma, que no es más que la búsqueda de una respuesta a la pregunta: "¿Cómo escapar del tiempo?"
- Casa Merinita: las magae de esta Casa son tan diversas como las hadas a las que estudian, por lo que sería difícil caracterizarlas de forma global. Se podría decir que lo único que comparten es su uso de la Magia Feérica, que es el Misterio Exterior de su Casa y es lo que les permite manipular el poder de Arcadia (poesía).
- Casa Verditius: los miembros de esta Casa son los maestros encantadores de la Orden. Sus magi son capaces de crear objetos mágicos únicos y poderosos mediante los misterios de su Fundador. Tras su iniciación, todos ellos reciben el Misterio Exterior de la Magia Verditius que, aunque les otorga grandes ventajas a la hora de realizar encantamientos, por desgracia les impide utilizar la magia formulaica sin el uso de dispositivos de lanzamiento.

#### Societates
Las «societates» («societas» en singular) las conforman grupos de magi que comparten los mismos intereses.
- Casa Flambeau: son los caballeros y campeones Herméticos, guerreros que luchan por el honor y la gloria, tanto personal como de la Orden. Dadas sus habilidades marciales, muchos de ellos son Hoplitas (magi dedicados a perseguir a aquellos magi que han violado el Código de Hermes).
- Casa Jerbiton: los magi de esta Casa viven de acuerdo a la rama filosófica de la estética, lo que les obliga a interactuar con el mundo más allá de la Orden de Hermes, ya que la belleza puede llegar a agostarse en las alianzas y la magia no guarda todo lo bello que hay en el mundo. Son expertos en las Artes de Mentem e Imaginem, con las que pueden actuar de forma sutil con todo lo que les rodea.
- Casa Tytalus: estas magae admiran el conflicto y lo utilizan para medrar. Para ellas, el mayor conflicto es el existente entre la naturaleza del individuo y las reglas impuestas por la sociedad. Son conocidas por la rivalidad sempiterna que mantienen con sus compañeras de Casa, por sus enrevesadas maniobras políticas y por llevar a cabo acciones que están en los límites de la legalidad.
- Casa Ex Miscellanea: esta Casa congrega a magae que no encajan en el resto, generalmente por sus antecedentes pre-Herméticos, por lo que, de todas, es la que tiene mayor diversidad de tradiciones en sus filas.

## Sistema de juego

### Tiradas de dados
El sistema de juego de Ars Magica utiliza dados de diez caras («D10» en la notación habitual de los juegos de rol). Cuando un personaje emprende una acción, se suma una de sus ocho Características a la Habilidad relevante y se tira un D10. El total resultante de la suma «Característica + Habilidad + 1D10» se compara con un Factor de Dificultad que viene determinado por el tipo de acción que se quiere llevar a cabo. La acción tiene éxito si el total es mayor o igual al Factor de Dificultad.

#### Tiradas simples y tiradas de estrés
Si la acción solo puede tener éxito o fracasar, se denomina «tirada simple» y en ese caso el resultado del dado de diez simplemente se añade al total, contando el 0 como un 10. 
Sin embargo, si existe la oportunidad de que al realizar la acción se produzca un excepcional éxito o fracaso, se denomina «tirada de estrés». En una tirada de estrés, si el dado muestra un 1 o un 0, se aplican reglas especiales: con un 1, el jugador debe volver a tirar y multiplicar por dos el nuevo resultado antes de sumarlo a su total (si vuelve a sacar otro 1, debe tirar de nuevo y multiplicar por cuatro; si saca otro 1 vuelve a tirar y multiplica el resultado por ocho, etc); con un 0, la tirada no suma, y el personaje debe tirar un número de dados de pifia (son dados de 10 normales) determinados por el narrador para ver si pifia. Si en alguno de los dados de pifia vuelve a sacar un 0 se considera que el personaje ha fracasado estrepitosamente; por supuesto, a mayor número de ceros, más grave es la pifia.

### Sistema de magia
El aspecto central de Ars Magica es el sistema de lanzamiento de hechizos, que tal y como se ha dicho anteriormente suele denominarse «gramatical». Existen quince «Artes» mágicas divididas en dos clases de disciplinas mágicas llamadas Técnicas y Formas. Las Técnicas son cinco y se utilizan para determinar las manipulaciones esenciales que puede llevar a cabo la magia, mientras que las Formas son diez y se refieren a la esencia de los fenómenos que la magia puede manipular. A la hora de lanzar un hechizo, el mago debe combinar una Técnica y una Forma, construyendo una frase en la que la primera es el verbo y la segunda el complemento directo.
Ambas, Técnicas y Formas, toman su nombre del latín. Las Técnicas corresponden a la primera persona singular del presente de indicativo de un verbo del latín:
- Creo es la técnica que permite al mago crear desde la nada o intensificar las cualidades positivas de algo para hacerlo más perfecto. Esto incluye la curación, ya que los cuerpos sanos son más perfectos que los enfermos o heridos.
- Intellego permite al mago percibir y comprender.
- Muto permite al mago transformar las características básicas de algo, atribuyéndole en ocasiones capacidades que no le son propias.
- Perdo permite al mago destruir, deteriorar o envejecer algo, haciéndolo más imperfecto.
- Rego permite al mago controlar o manipular algo sin afectar a sus características básicas.

Las Formas se denominan a partir del correspondiente acusativo singular de un sustantivo latino.
- Animal se emplea para los animales.
- Auram se usa para todo lo que tenga que ver con el aire o fenómenos climáticos, incluyendo el relámpago.
- Aquam se emplea tanto para el agua como para cualquier otro líquido. En la 5.ª edición, el hielo pertenece a esta forma, mientras que en la 4ª se consideraba Terram debido a su condición de sólido.
- Corpus (o Corporem, en las ediciones más antiguas) se emplea para el cuerpo humano.
- Herbam se usa para las plantas y los hongos, así como para sus derivados: algodón, madera, harina, etc.
- Ignem se utiliza para el fuego y sus efectos básicos como la luz y el calor.
- Imaginem se refiere a las imágenes, sonidos y otros sentidos.
- Mentem tiene que ver con la inteligencia y la mente, ya se trate de humanos o fantasmas. Las mentes de los animales no se ven afectadas por esta forma, sino por Animal.
- Terram se emplea para la tierra y los minerales, o cualquier otro sólido no viviente.
- Vim está relacionado con la magia pura. Muchos hechizos para controlar demonios y otros seres sobrenaturales también pertenecen a esta forma, ya que estos seres suelen tener una dimensión mágica.

### Personajes
Una de las particularidades de este juego de rol es que, a pesar de que los magos son los personajes principales, los jugadores pueden llevar también otro tipo de personajes de carácter secundario: los compañeros y los grogs. Al comienzo de una campaña, cada jugador crea un personaje mago, otro personaje vinculado a él como compañero (o incluso varios) y uno o varios grogs. Además, entre todos los jugadores crean la ficha de la Alianza, que contempla ciertas elecciones fundamentales como por ejemplo dónde está ubicada, qué libros posee, cuántos servidores tiene y otros detalles importantes que es necesario precisar antes de empezar a jugar.

#### Magos
Son los líderes de las Alianzas y los únicos capaces de hacer magia. A la hora de crear un personaje es necesario elegir a qué Casa pertenece y las Competencias, Virtudes y Defectos (habilidades, ventajas y desventajas) que lo caracterizan.

#### Compañeros
Los magos dedican tanto tiempo al estudio que apenas saben desenvolverse en ambientes mundanos, por lo que dependen de las habilidades sociales de los compañeros. Algunos, llamados consortis («consortes»), trabajan para la Alianza y viven en ella permanentemente, mientras que otros tan solo son amigos de los magos que les ayudan de forma ocasional. Los compañeros pueden ser estudiosos, guardabosques, sabios, sanadores, ladrones, espías o pertenecer a cualquiera de las otras profesiones (clases) habituales en otros juegos de rol de ambientación medieval.

#### Grogs
Son los empleados de la Alianza, los que se encargan de que ésta siga funcionando. Entre ellos se cuentan guardias, soldados, sirvientes, mensajeros, cocineros, carpinteros, granjeros, ganaderos etc. Su papel es secundario y normalmente suelen ser personajes no jugadores manejados por el director de juego. Adicionalmente, los jugadores pueden dotar a un grog de habilidades avanzadas para poder llevarlo en una campaña. A estos grogs experimentados se les llama «custos».

## Ediciones originales estadounidenses
- Publicada en 1987, la primera edición fue más bien una edición casera sin mucha difusión.
- La segunda edición, de 1989, fue en realidad una reedición de la primera, pero impresa ya profesionalmente por Lion Rampant.
- White Wolf compró los derechos y editó la tercera edición en 1992, pero con una ambientación mucho más oscura que en las anteriores ediciones. Muchos seguidores del juego repudiaron este cambio en la ambientación. Posteriormente White Wolf creó el llamado «Mundo de Tinieblas» con el primer juego ambientado en ese mundo, Vampiro: la mascarada. Siguió publicando juegos para ese nuevo escenario de campaña, al que Ars Magica en realidad nunca perteneció pero al que en un primer momento pareció que iba a pertenecer. En 1994 White Wolf le vendió los derechos del juego a Wizards of the Coast, quien en ese mismo año la reeditó con algunos pequeños cambios. Es por esta razón que hay dos versiones de la tercera edición: la tercera edición original, por White Wolf (1992), y la tercera edición revisada, por Wizards of the Coast (1994).
- Wizards of the Coast estaba preparando una cuarta edición cuando decidió abandonar la edición de juegos de rol en beneficio de los juegos de cartas coleccionables. Vendió los derechos de Ars Magica a Atlas Games, quien terminó dicha cuarta edición y la lanzó al mercado en 1996. El libro completo en inglés puede ser descargado legalmente en formato PDF desde e23. También puede accederse al enlace correcto desde el sitio web oficial de Atlas Games.
- En 2004 Atlas Games lanzó al mercado una quinta edición. Fue para promocionar esta nueva edición que la editorial liberó el PDF de la cuarta edición.

## Ediciones en español
- Por la editorial Kerykion
  - La primera aparición de Ars Magica en lengua española fue una traducción de la primera versión de la tercera edición estadounidense (por White Wolf), traducción y publicación que la editorial mallorquina Kerykion realizó en 1993.[1]
  - Un año después Kerykion también se encargó de publicar en castellano la edición revisada y corregida por Wizards of the Coast en Estados Unidos. Kerykion tradujo y publicó esta edición bajo el título Ars Magica, el juego narrativo de magia mítica.[2]
- Por la editorial La Factoría de Ideas
  - Con el cierre de la editorial Kerykion otra editorial, La Factoría de Ideas, adquirió los derechos de traducción y de publicación del juego en el mercado de lengua española. La Factoría de Ideas tradujo y publicó, en encuadernación rústica, la cuarta edición de Ars Magica en marzo de 2000.[3]
- Por Holocubierta Ediciones
  - Holocubierta se hizo con los derechos de traducción de la quinta edición de Ars Magica en inglés (publicada en noviembre de 2004 por Atlas Games) y publicó el manual básico del juego en noviembre de 2013.[4]